# VI съезд РСДРП(б)
VI съезд Росси́йской социа́л-демократи́ческой рабо́чей па́ртии (большевико́в) проходил полулегально в Петрограде с 26 июля (8 августа) по 3 августа (16 августа) 1917 года. В открытой печати объявлено было только о созыве съезда, но не было указано место его заседаний. Угроза закрытия съезда со стороны Временного правительства была настолько реальна, что пришлось не только менять место заседаний съезда, но и провести выборы членов ЦК задолго до его окончания, а также сократить продолжительность работы съезда.
На съезде присутствовало 267 делегатов, из них 157 с решающим голосом и 110 с совещательным, представлявших 162 партийные организации с 177 000 членов (всего в партии на тот момент 240 000 членов).
Во время съезда В. И. Ленин и Г. Е. Зиновьев находились в подполье, а Л. Д. Троцкий и Л. Б. Каменев были арестованы, съездом руководили И. В. Сталин и Я. М. Свердлов. Скрывавшиеся либо находившиеся в заключении Ленин, Зиновьев, Троцкий, Каменев, Коллонтай и Луначарский были заочно избраны в почётный президиум съезда.

## Порядок дня и резолюции

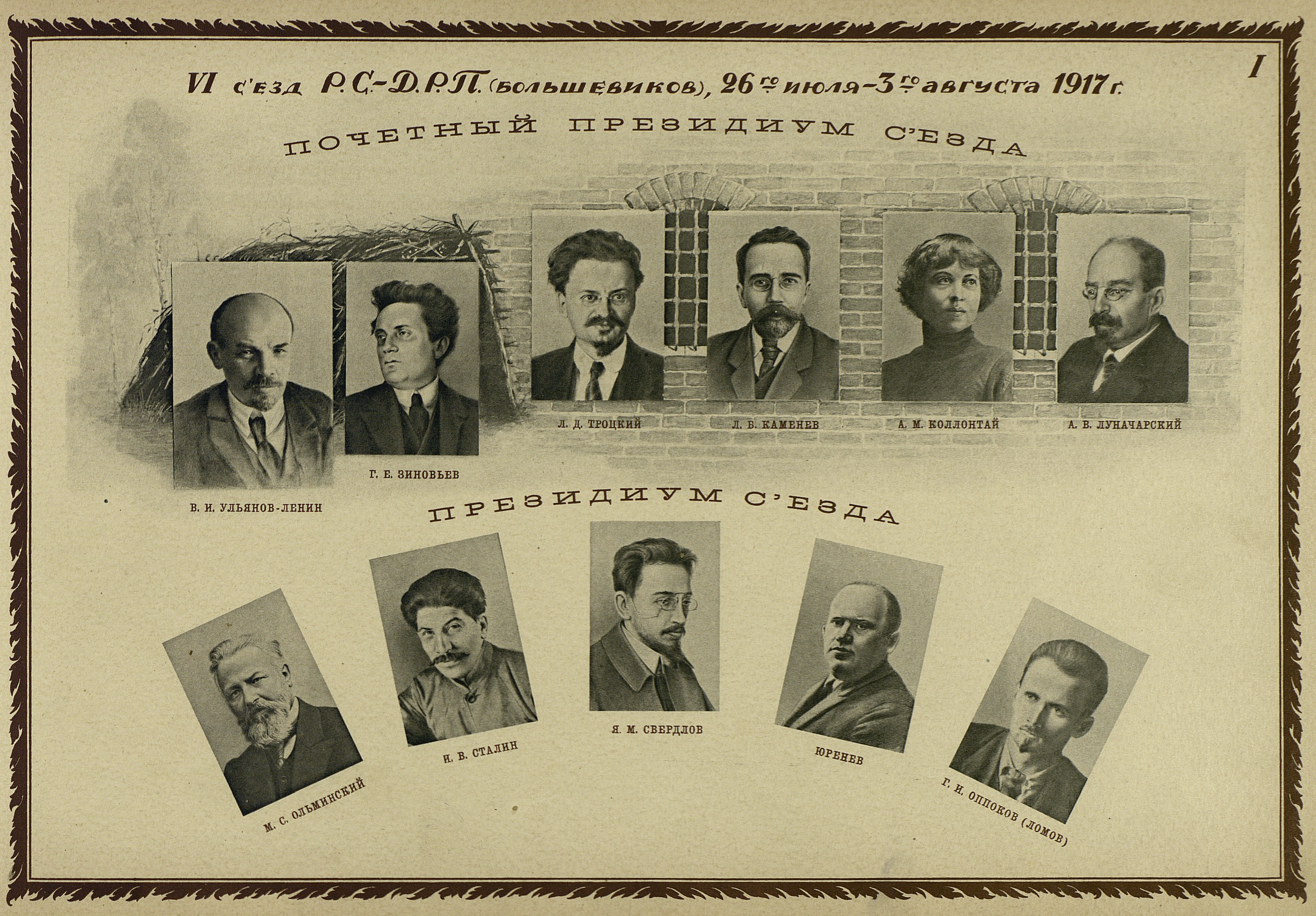
Президиум съезда

- Доклад Оргбюро (докладчик Свердлов Я. М.);
- Доклад ЦК РСДРП(б) (докладчики Свердлов Я. М., Сталин И. В., Смилга И. Т.);
- Отчёты с мест;
- Текущий момент (докладчики Бухарин Н. И., Сталин И. В., Милютин В. П.);
- Пересмотр Программы (докладчик Подбельский В. Н.);
- Выборы во Всероссийское Учредительное собрание (докладчик Шумяцкий Б. З.);
- Вопрос об Интернационале (позже снят с повестки дня);
- Объединение партии (докладчик Юренев К. К.);
- Профсоюзное движение (докладчики Глебов-Авилов Н. П., Скрипник Н. А.);
- Оргвопросы (докладчик Харитонов М. М.)
- Выборы;
- Разное (О политическом положении; Об экономическом положении; Об Уставе РСДРП(б); О союзах молодёжи; О пропаганде; О курсах для инструкторов; О деятельности ЦК).
- Дополнительно был заслушан доклад о явке В. И. Ленина на суд Временного правительства (докладчик Орджоникидзе Г. К.)

## Решения съезда
В докладах ЦК были подведены итоги деятельности большевистской партии со времени VII (Апрельской) Всероссийской конференции РСДРП(б). В докладах ЦК была изложена политическая линия партии на новом этапе революции и намечен курс на вооруженное восстание. Съезд снял лозунг «Вся власть Советам» и дал решительный отпор как тем, кто выступал против снятия лозунга «Вся власть Советам», так и тем, кто расценивал временное снятие этого лозунга как отказ партии от борьбы за Советы вообще. Съезд выдвинул лозунг борьбы за полную ликвидацию диктатуры контрреволюционной буржуазии и завоевания власти пролетариатом в союзе с беднейшим крестьянством путём вооруженного восстания. Съезд отнёс к оппортунистическим элементам тех, кто выступал против курса партии на социалистическую революцию и считал невозможной победу социалистической революции в России.
VI съезд обсудил и утвердил экономическую платформу партии, в которой были развиты положения, изложенные в Апрельских тезисах В. И. Ленина и в решениях VII (Апрельской) конференции по экономическим вопросам. Основные пункты платформы:
1. установление рабочего контроля над производством и распределением, национализация и централизация банков;
2. национализация крупной синдицированной промышленности;
3. конфискация помещичьей земли и национализация всей земли;
4. организация правильного обмена между городом и деревней.

В резолюции съезда об экономическом положении подчеркнуто, что осуществление этой платформы предполагает переход государственной власти в руки рабочего класса.
Я. М. Свердлов в докладе об организационной деятельности ЦК отметил, что со времени VII (Апрельской) конференции число членов партии увеличилось втрое, а число организаций больше чем удвоилось. Особенно быстро росли партийные организации в промышленных центрах.
Важное место на съезде занимали доклады с мест. Всего заслушано было 19 докладов, из них 5 от военных организаций. Военная организация партии с апреля по июль выросла с 6 до 26 тысяч членов.
В вопросе о работе партии в профессиональных союзах съезд осудил меньшевистскую теорию нейтральности профсоюзов и определил их задачи в новых политических условиях как боевых организаций рабочего класса. Съезд призвал всех членов партии вступить в члены профсоюзов и принять активное участие в их работе.
Съезд обсудил вопрос о руководстве союзами рабочей молодежи. В специальном решении «О курсах для инструкторов» съезд поручил ЦК партии создать курсы инструкторов по организации и руководству союзами социалистической молодежи.
Съезд принял новый Устав партии. Параграф 1-й Устава о членстве был дополнен требованием подчинения членов партии всем постановлениям партии; впервые были установлены: рекомендация двух членов партии при приеме новых членов и утверждение их общим собранием партийной организации и регулярная уплата членских взносов в размере 1 % от получаемой заработной платы.
Съезд принял резолюцию «О пропаганде», в которой указывалось на необходимость усиления агитационно-пропагандистской работы партии в массах, на организацию партийных школ по подготовке пропагандистов из среды пролетарской интеллигенции и на издание научно-популярной литературы.
По вопросу об объединении партии съезд поставил задачу сплочения всех интернационалистских элементов социал-демократии, готовых порвать с оборонцами. Съезд осудил всякие предложения широкого объединения и создания единой социал-демократической партии. На VI съезде в партию были приняты межрайонцы, которые заявили о полном разрыве с оборонцами и своём согласии с линией большевиков.
Съезд определил задачи и тактику партии в предвыборной кампании в Учредительное собрание. Съезд указал, что с санкции ЦК на выборах в Учредительное собрание допустимы избирательные блоки с интернационалистскими элементами, порвавшими с оборонцами, а также и с беспартийными революционными организациями (с Советами депутатов, с земельными комитетами и др.), полностью принявшими большевистскую платформу.
Съезд поручил вновь избранному ЦК выработать и издать от имени съезда партии «Манифест Российской социал-демократической рабочей партии ко всем трудящимся, ко всем рабочим, солдатам и крестьянам России». Манифест призывал рабочих, солдат и крестьян упорно готовиться к решительным боям с буржуазией за победу социалистической революции. «Готовьтесь же к новым битвам, наши боевые товарищи! Стойко, мужественно и спокойно, не поддаваясь на провокацию, копите силы, стройтесь в боевые колонны! Под знамя партии, пролетарии и солдаты! Под наше знамя, угнетенные деревни!», — говорилось в заключительной
части Манифеста.
Съезд высказался против явки В. И. Ленина, находившегося в Финляндии, на суд, считая, что это будет не суд, а расправа над вождём партии. Проект решения о неявке подготовил и внёс Н. И. Бухарин.
Съезд избрал Центральный Комитет, в который вошли (по числу поданных голосов):

Ленин В. И., Зиновьев Г. Е., Троцкий Л. Д., Каменев Л. Б., Свердлов Я.М. , Сталин И. В., Ногин В. П., Рыков А. И., Бухарин Н. И., Бубнов А. С., Урицкий М. С., Милютин В. П., Коллонтай А. М., Артём (Сергеев) Ф. А., Крестинский Н. Н., Иоффе А. А., Дзержинский Ф. Э., Муранов М. К., Сокольников Г. Я., Смилга И. Т., Шаумян С. Г., Берзин Я. А..
Кандидатами в члены ЦК были избраны: 
Стасова Е. Д., Ломов-Оппоков Г. И., Преображенский Е. А., Киселёв А. С., Скрыпник Н. А., Теодорович И. А., Джапаридзе П. А., Яковлева В. Н.,

## Альтернативный съезд РСДРП (меньшевиков)
В августе 1917 года меньшевики собирают так называемый Объединительный съезд РСДРП, на котором принимают решение о переименовании своей партии на РСДРП (объединённая). На деле воссоединения большевиков и меньшевиков в единую партию не произошло, вместо этого сами меньшевики раскололись на четыре фракции, «крайних оборонцев», «революционных оборонцев», интернационалистов-мартовцев и интернационалистов-«новожизненцев» (от названия газеты «Новая жизнь»). Последняя фракция в сентябре 1917 выделилась в самостоятельную партию РСДРП (интернационалистов). Кроме того, отделилась фракция «Единство» во главе с Г. В. Плехановым.
Основным поводом для внутри-меньшевистских расколов стал вопрос о мире, разделивший партию на «оборонцев», отстаивавших идею т. н. «революционного оборончества» («война до победного конца»), и «интернационалистов», склонявшихся к позиции большевиков.
Политические платформы «меньшевиков-интернационалистов» («мартовцев») и «внефракционых объединённых социал-демократов» («новожизненцев», РСДРП(и)) были близки к большевистской платформе. Обе фракции (партии) были представлены в после-октябрьских составах ВЦИК, хотя и незначительным меньшинством. РСДРП(и), хотя и не приняла Октябрьскую революцию, с 1918 года стала вновь сближаться с большевиками и, после растянувшихся на несколько лет переговоров, в 1920 году окончательно вошла в состав РКП(б).
В целом все меньшевистские фракции, как «левые», так и «правые», отказались поддерживать Октябрьское вооружённое восстание в Петрограде, охарактеризовав его, как установление «большевистской диктатуры» путём «военного заговора». Меньшевики демонстративно бойкотировали II Съезд Советов рабочих и солдатских депутатов, отказались принять участие в формировании нового правительства.

## Вопрос о нумерации
Из-за раскола в партии на большевиков и меньшевиков нумерация общепартийных съездов вызывала сомнения. В газете «Пролетарий» № 7 от 2 сентября 1917 г. напечатано: «По предложению т. Сталина съезд, как представитель большинства организованных с.-д. рабочих, верный защитник принципа партийности и единственный носитель революционных традиций пролетарской партии, объявляет себя Шестым съездом РСДРП». В текстах документов съезда партия большевиков всюду именуется ещё «РСДРП», однако в изданных в 1958 г. протоколах съезда везде (за исключением текста самих документов), в том числе и в данных редакцией заголовках партийных документов, партию называют исключительно «РСДРП(б)».

## Делегаты съезда
- Список делегатов VI съезда РСДРП(б)